# Lasioglossum perdifficile
Lasioglossum perdifficile là một loài Hymenoptera trong họ Halictidae. Loài này được Cockerell mô tả khoa học năm 1895.